# Râul Brețcu
Râul Bețcu este un curs de apă, afluent al Râului Negru. 

## Istoric
Breucii (în greacă Βρεῦκοι) au fost membrii unui mic trib de iliri care au migrat în vecinătatea actualului Brčko din Bosnia și Herțegovina. După cucerirea romană în secolul I î.Hr., mulți breuci au migrat și s-au stabilit în Dacia, unde o localitate numit Bereck sau Brețcu, un râu (râul Brețcu) și un munte (Munții Brețcului) din România de astăzi au fost numite după ei.